# Овес неплідний
Овес неплідний (Avena sterilis L.) — вид рослин родини тонконогові (Poaceae), поширений на півночі Африки, на півдні Європи, в південно-західній та Середній Азії.

## Опис
Однорічна рослина, що є родоначальником вівса. Йде корінням до 1 метра в глиб. Стебла (20)40–80(150) см, прямостійні або колінчаті, голі або іноді з волохатими вузлами. Листки голі або щетинисті, у підвішеному стані, 5–60 см х (2)4–15(17) мм. Волоть 5–30 см. Колоски 20–42(47) мм, з 2–3(4) квітами. Зернівки 9–11 х 1,5–2 мм. Проростання відбувається восени та взимку. Число хромосом 2n = 42. Цвіте з червня по серпень.

## Поширення
Росте у країнах Африки (Алжир, Єгипет, Лівія, Марокко, Туніс, Ефіопія [пн.]), Азії (Саудівська Аравія, Афганістан, Кіпр, Єгипет — Синай, Іран, Ірак, Ізраїль, Йорданія, Ліван, Сирія, Туреччина, Киргизстан, Таджикистан, Туркменістан, Узбекистан, Індія [пн.-зх.], Пакистан), Кавказу (Вірменія, Азербайджан, Грузія), Європи: (Чехія, Швейцарія, Естонія, Литва, Україна — Крим, Болгарія, Хорватія, Греція [вкл. Крит], Італія [вкл. Сардинія, Сицилія], Сербія, Словенія, Франція [вкл. Корсика], Португалія [вкл. Мадейра], Гібралтар, Іспанія [вкл. Балеарські острови, Канарські острови]). 
Широко натуралізований в інших країнах. Росте як бур'ян на полях зернових, льону та ріпаку, на узбіччях доріг, на звалищах і дамбах. 

## Цікаві факти
Довгий щетинистий вусик на колосковій лусці насіння під дією вологи може загвинчувати насінину у землю.

## Галерея

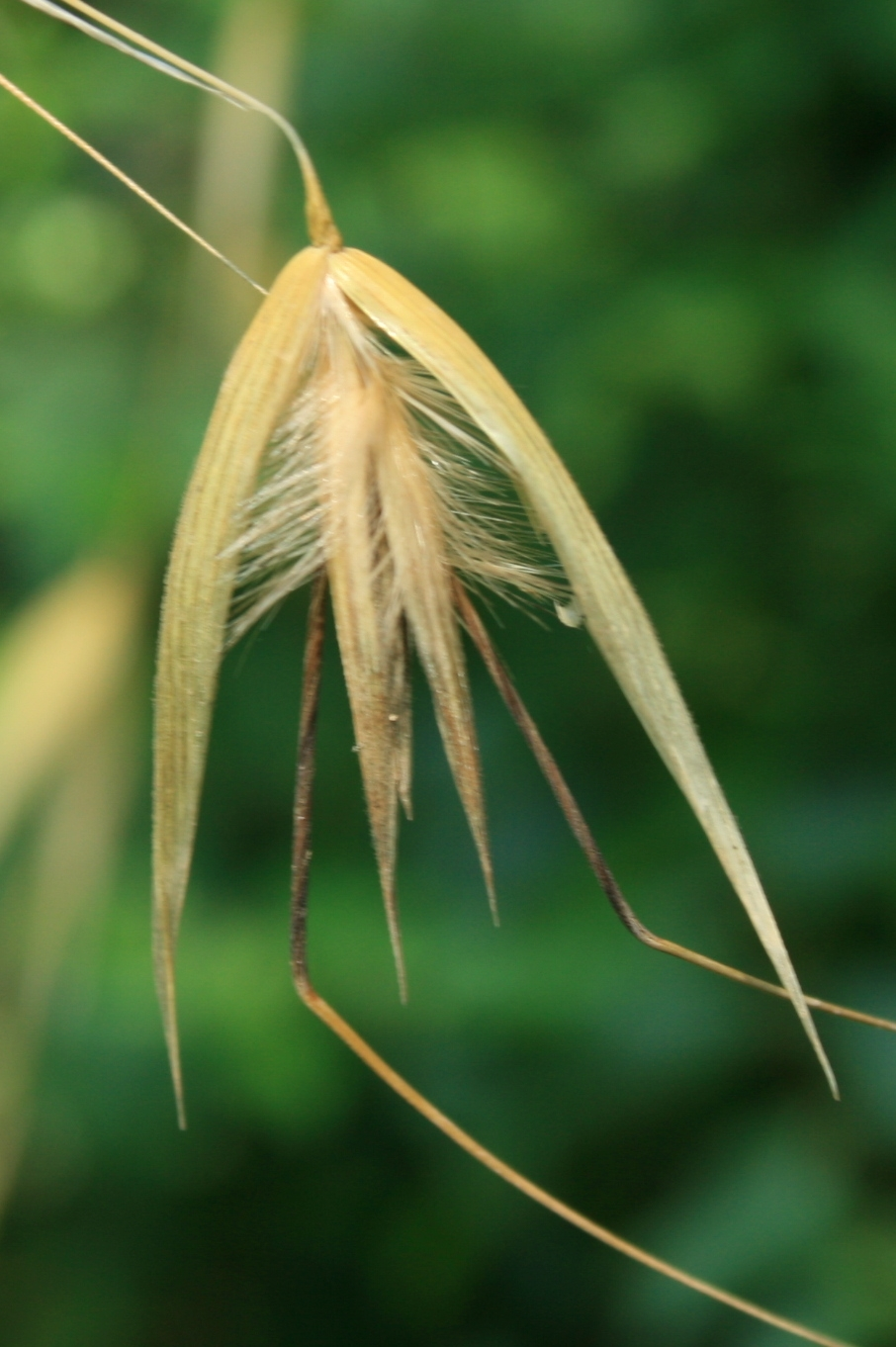
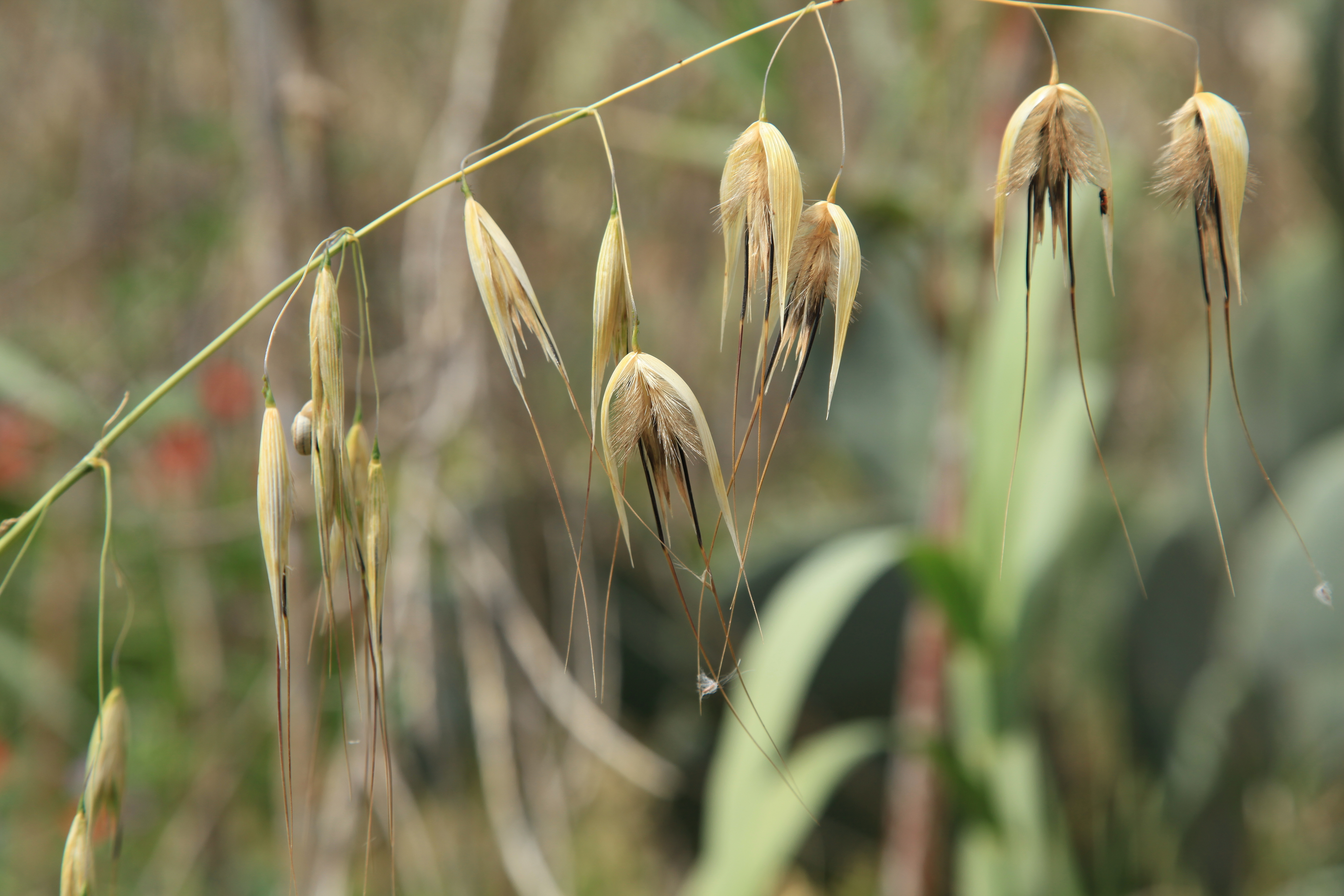
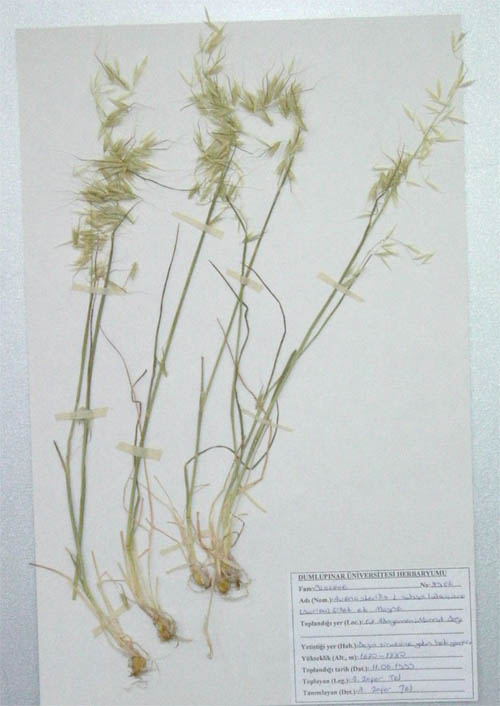